# Letnica
Pour les articles homonymes, voir Letnica (homonymie).
Letnicë en albanais et Letnica en serbe latin (en serbe cyrillique : Летница) est une localité du Kosovo située dans la commune/municipalité de Viti/Vitina, district de Gjilan/Gnjilane (Kosovo) ou district de Kosovo-Pomoravlje (Serbie). Selon le recensement kosovar de 2011, elle compte 267 habitants, dont une majorité d'Albanais.
Letnicë/Letnica est le centre de la paroisse catholique de Letnica (en serbe : Letnička katolička župa).

## Géographie
Le village est situé sur les pentes septentrionales de la Skopska Crna Gora, la « montagne noire de Skopje », à la frontière entre la Macédoine du Nord et la Serbie.

## Histoire
Au Moyen Âge, le village était connu pour ses mines. Des populations, principalement originaires de Dalmatie, vinrent s'y installer et une église catholique dédiée à l'Assomption y fut construite en 1584. Vu l'ampleur du culte marial dans le village, l'église fut plusieurs fois agrandie et, en 1864, une nouvelle église fut construite sur les fondations de l'ancienne. Enfin, en 1934, cette nouvelle église fut remplacée sur le même site par une cathédrale dédiée à la Sainte-Mère-de-Dieu ; une école et un monastère y furent également édifiés. Le sanctuaire figure aujourd'hui sur la liste des monuments culturels protégés de la République de Serbie et sur la liste des monuments culturels du Kosovo.

## Sanctuaire
La cathédrale abrite une statue en bois noir représentant la Vierge avec l'Enfant Jésus, ainsi qu'une statue de Saint-Roch datant de la fin du XVIe siècle ou du début du XVIIe siècle.
Le village est un lieu de pèlerinage. C'est dans l'église de Letnicë/Letnica que Mère Teresa a décidé de mener définitivement une vie consacrée.

## Démographie

### Évolution historique de la population dans la localité
| 1948 | 1953 | 1961 | 1971 | 1981 | 1991 | 2011 |
| ---- | ---- | ---- | ---- | ---- | ---- | ---- |
| 295  | 322  | 325  | 457  | 760  | 818  | 267  |

|  |